# Projet 666
Pour plus de détails, voir Fiche technique et Distribution.
Projet 666 (Exeter) est un film fantastique d'horreur américain de Marcus Nispel, sorti en 2015.

## Fiche technique
- Titre original : Exeter
- Titre français : Projet 666
- Titre québécois :
- Réalisation : Marcus Nispel
- Scénario : Kirsten Elms
- Direction artistique : Guy Roland
- Décors : Jared Hartley
- Costumes : Deborah Newhall
- Photographie : Eric Treml
- Son :
- Montage : Blake Maniquis
- Musique : Eric Allaman
- Production : Brandt Andersen, Michael Corrente, Michael Corso, Trent Othick et David Zander
- Société(s) de production : Burgundy Films
- Société(s) de distribution :
- Budget :
- Pays d’origine :  États-Unis
- Langue originale : Anglais
- Format : couleur -
- Genre : Film fantastique d'horreur
- Durée :
- Date de sortie : Royaume-Uni : 27 février 2015 (Festival du film de Glasgow)

## Distribution
- Stephen Lang (VF : Jean-Marc Galéra) : Père Conway
- Brittany Curran : Reign
- Kevin Chapman : Greer
- Gage Golightly : Amber
- Kelly Blatz : Patrick
- Brett Dier : Brad

## Box-office
Le film est tout simplement sorti en France directement en DVD/BluRay le 7 août 2015 donc pas de passage par les salles de cinéma.